# Église Saint-Pierre de Bouchamps-lès-Craon
L'église Saint-Pierre est une église catholique située à Bouchamps-lès-Craon, dans le département français de la Mayenne.

## Localisation
L'église est située dans le bourg de Bouchamps-lès-Craon, au croisement des routes départementales 228 et 230.

## Histoire
Les parties d'origine de l'église datent du XIIe siècle, ce qui en fait l'un des édifices religieux les plus anciens de la Mayenne. Différents aménagements sont intervenus entre le XVe siècle et le XIXe siècle.
En 2014, l'association « Les Amis du Patrimoine de Bouchamps » et la mairie commandent un diagnostic pour la rénovation des peintures murales. L'inauguration des travaux est célébrée le 21 avril 2017 en présence notamment du député Guillaume Chevrollier et de la sénatrice Élisabeth Doineau. Les travaux devraient se terminer fin avril 2019,.

## Architecture et extérieurs
L'église est d'architecture romane.

## Intérieur

### Peintures murales
Une série de peintures murales du XIXe siècle, de style néo-roman, ornent l'intérieur de l'édifice. Elles représentent quatre figures de saints et deux scènes historiées; elles portent la signature de René Mathurin Jouhan (1836-1927).
Un fragment d'une peinture probablement du XVe siècle a été dégagé sous le décor du XIXe siècle lors d'un sondage.
Des restes d'une litre seigneuriale datant du XvIe siècle figurent sur un mur anciennement extérieur protégé par l'édification d'une sacristie entre le transept nord et le chœur; se reconnaissent les armoiries de la famille de Scepeaux.

### Retables

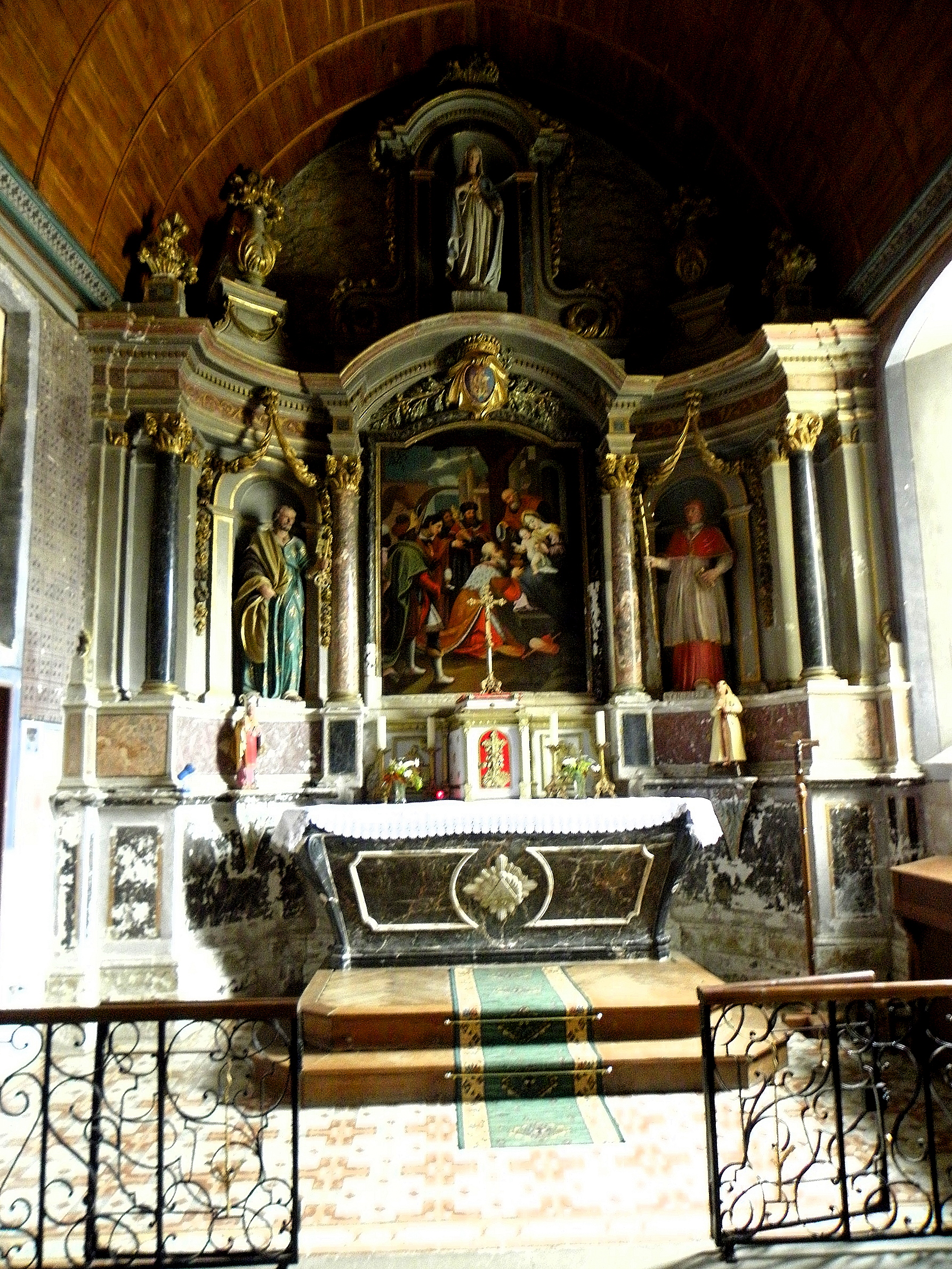
Le retable du maître-autel.

L'église renferme trois retables de style lavallois tardif proche des retables angevins, un sur le maître-autel et un sur chacun des deux autels latéraux. Ils sont tous classés à titre d'objets aux monuments historiques,,, à l'instar des stalles qui bordent le chœur, de la croix et des chandeliers d'autel,.